# فرنسيسكو زامورا
فرنسيسكو زامورا (بالإسبانية: Francisco Zamora)‏ هو مدرب كرة قدم ولاعب كرة قدم إسباني وسلفادوري، ولد في 1939 في قونكة في إسبانيا، وتوفي في 8 أبريل 2002 في سان سلفادور في السلفادور. شارك مع منتخب السلفادور لكرة القدم. أما مع النوادي، فقد لعب مع ميونيسيبال.